# Élections législatives finlandaises de 1907
Des élections législatives se tiennent dans le grand-duché de Finlande (nation autonome au sein de l'Empire russe) les 15 et 16 mars 1907. Ces élections marquent un tournant historique à plusieurs égards. Ce sont les premières élections pour l'Eduskunta, le Parlement moderne de Finlande. Ce sont également les premières au suffrage universel dans le pays. Tous les hommes ont désormais le droit de vote, à l'âge de 24 ans, sans restriction quant à leur statut social. Ce sont les premières élections législatives en Europe où les femmes peuvent voter (au suffrage universel, à l'âge de 24 ans), et les premières élections au monde où des femmes sont élues députées. Enfin, elles marquent l'émergence d'un système politique multipartite en Finlande.

## Contexte historique et réforme
Les origines du système parlementaire en Finlande remontent à 1634. La Finlande est alors sous la souveraineté de l'Empire suédois, dont la nouvelle Constitution accorde aux quatre « États » finlandais (la noblesse, le clergé, la bourgeoisie et la paysannerie) le droit d'envoyer des représentants à la Diète (parlement) de Suède. En 1809, l'Empire russe arrache la Finlande à l'Empire suédois, et accorde aux Finlandais une autonomie politique avec leur propre Diète. Celle-ci, chambre représentative des quatre ordres (ou « États »), n'est toutefois convoquée régulièrement qu'à partir des années 1860.
Le 1er octobre 1906 est adoptée en Finlande une « réforme monumentale ». La Diète est remplacée par un Parlement monocaméral (l'Eduskunta), composé de 200 députés élus au suffrage universel direct, sur un mode de représentation proportionnelle par district, et à bulletin secret,. La Diète, anachronique, avait été la dernière assemblée en Europe fondée sur un modèle d'Ancien Régime. Avec son nouveau Parlement, la Finlande « passe du corps législatif le plus désuet au plus innovant » en Europe. Le suffrage universel est instauré, y compris pour les femmes, pour toutes les personnes âgées d'au moins 24 ans ; hommes et femmes peuvent également se présenter aux élections, sans discrimination sexuelle ou sociale.
La Finlande devient ainsi le troisième pays à accorder le droit de vote aux femmes, et le second à permettre aux femmes de se présenter comme candidates à des élections législatives. La Nouvelle-Zélande avait adopté le suffrage universel en 1893, permettant aux femmes (y compris les femmes maori) de voter lors des législatives cette année-là. Mais les Néo-Zélandaises doivent attendre 1919 pour le droit de se porter candidates. En 1895, la colonie britannique autonome d'Australie-Méridionale était devenu le premier pays au monde à permettre aux femmes d'être candidates à des élections législatives. À la suite de l'unification de l'Australie en 1901, ce droit avait été étendu aux femmes dans toute l'Australie (pour les élections fédérales) en 1902. Toutefois, ce droit ne s'appliquait alors qu'aux femmes blanches ; les femmes aborigènes, notamment, en étaient exclues,. Quatre femmes se portent candidates lors des élections législatives fédérales australiennes de 1903, mais aucune n'est élue. Aucune femme n'est élue à un corps législatif australien avant 1921. 
La Finlande est le premier pays à reconnaître aux femmes le droit de se porter candidates aux législatives sans discrimination, raciale ou autre. Pour autant, le suffrage universel ne s'y applique alors qu'aux élections législatives. Les élections municipales s'effectuent toujours au suffrage censitaire, excluant de nombreux hommes aussi bien que de femmes.
Malgré ces réformes sans précédent, la Finlande en 1907, désormais dotée d'un corps législatif élu de manière démocratique, « n'est pas devenu une démocratie ». Nicolas II de Russie, empereur de Russie et grand duc de Finlande, détient l'essentiel du pouvoir législatif, et le droit d'appliquer son véto à toute loi adoptée par le nouveau Parlement. Par ailleurs, le Parlement n'exerce aucun contrôle sur les pouvoirs de l'exécutif. En cela, si les modalités d'élection du corps législatif finlandais ont radicalement changé, l'étendue de ses pouvoirs, restreints, est restée la même.

## Déroulement et résultats
Les élections se déroulent les 15 et 16 mars. Il y a environ 1,2 million d'électeurs, soit dix fois plus que pour les élections à l'ancienne Diète. Tandis que les anciens mouvements politiques étaient fondés principalement sur les communautés linguistiques et sur la question des relations avec l'Empire russe, la démocratisation permet l'émergence de partis politiques « fondés sur des intérêts sociaux et économiques ». 
Aucun parti n'emporte une majorité absolue des sièges, mais le principal vainqueur des élections est le Parti social-démocrate, jeune mouvement représentant les intérêts et le mécontentement des ouvriers industriels et agricoles, et qui n'avait aucun siège dans la Diète. Le nouveau Parlement se réunit pour la première fois le 23 mai. Dès lors, le corps législatif en Finlande va se réunir de manière régulière chaque année, ce qui n'était pas le cas de la Diète.
Les résultats sont les suivants :
| Parti | Parti                                                           | Positionnement                                    | Voix    | %    | Sièges |
| ----- | --------------------------------------------------------------- | ------------------------------------------------- | ------- | ---- | ------ |
|       | Parti social-démocrate de Finlande Sosialidemokraattinen Puolue | Socialiste                                        | 329 946 | 37,0 | 80     |
|       | Parti finlandais Suomalainen Puolue                             | Conservateur, fennomane                           | 243 573 | 27,3 | 59     |
|       | Parti jeune finlandais Nuorsuomalainen Puolue                   | Libéral, nationaliste, fennomane                  | 121 604 | 13,7 | 26     |
|       | Parti populaire suédois Suomen ruotsalainen kansanpuolue        | Représentant les intérêts de la minorité suédoise | 112 267 | 12,6 | 24     |
|       | Parti agraire Maalaisliitto                                     | Agrarien                                          | 51 242  | 5,8  | 9      |
|       | Union des travailleurs chrétiens Kristillisen työväenliitto     | Socialiste chrétien                               | 13 790  | 1,5  | 2      |
|       | Autres                                                          | Autres                                            | 18 568  | 2,1  | 0      |
|       |                                                                 |                                                   |         |      |        |
| Total | Total                                                           | Total                                             | 890 990 | 100  | 200    |

Les dix-neuf femmes suivantes sont élues députées, devenant les premières femmes au monde à siéger dans un corps législatif national :

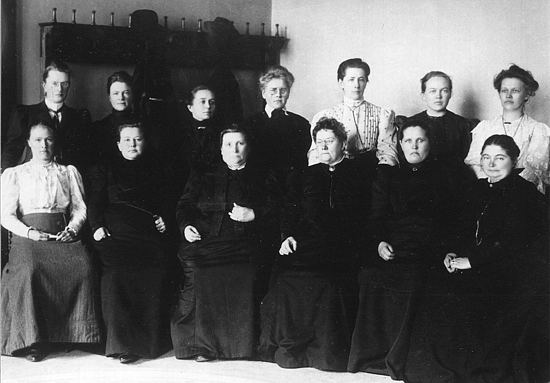
Treize des dix-neuf élues.

| Nom | Nom                   | Parti            |
| --- | --------------------- | ---------------- |
|     | Ida Aalle-Teljo       | SDP              |
|     | Anni Huotari          | SDP              |
|     | Mimmi Kanervo         | SDP              |
|     | Jenny Nuotio          | SDP              |
|     | Maria Paaso-Laine     | SDP              |
|     | Hilja Pärssinen       | SDP              |
|     | Maria Raunio          | SDP              |
|     | Sandra Lehtinen       | SDP              |
|     | Miina Sillanpää       | SDP              |
|     | Eveliina Ala-Kulju    | SP               |
|     | Hedvig Gebhard        | SP               |
|     | Aleksandra Gripenberg | SP               |
|     | Liisi Kivioja         | SP               |
|     | Hilda Käkikoski       | SP               |
|     | Iida Vemmelpuu        | SP               |
|     | Hilma Räsänen         | Ligue agrarienne |
|     | Lucina Hagman         | NP               |
|     | Alli Nissinen         | NP               |
|     | Dagmar Neovius        | SFP              |